# Монморанси, Анн-Луи-Александр де
Анн-Луи-Александр де Монморанси (фр. Anne-Louis-Alexandre de Montmorency; 25 января 1724, Париж — 12 октября 1812, там же) — французский военный и государственный деятель, принц де Робек, первый христианский барон Франции, гранд Испании первого класса, граф Священной Римской империи, рыцарь орденов короля.

## Биография
Сын Анн-Огюста де Монморанси и Катрин-Фелисите дю Белле. До 1745 года носил титул графа д'Эстерр. Также имел титулы маркиза де Морбек, графа д'Эр, сеньора де Блосси, Сен-Мартен, Сен-Кантен, Гломинген, Монкорне, Виларнуль, Оссон, Рувре, Ла-Бюссьер, Сен-Бранше, сеньора-шателена Бене в Турени, сеньора де Понто в Бри, графа Букховен в Брабанте, сеньора Аасдонк в Голландии.
Поступил на службу 19 февраля 1743 в мушкетерский полк, в том же году участвовал в битве при Деттингене. С 6 апреля 1744 полковник Лимузенского пехотного полка, 15 мая 1745 получил позволение титуловаться грандом Испании.
Командовал своим полком при осадах Брюсселя и Намюра, и в битве при Року в 1746 году. Кампанию 1747 года начал в составе главной армии во Фландрии, 1 июня направлен в Голландию, участвовал в осаде и штурме Берген-оп-Зоома.
1 февраля 1748 произведен в бригадиры, участвовал в осаде Маастрихта.
В 1754 служил в лагере Сарр-Луи, в 1756 в лагере в Шербуре. Во время Семилетней войны в 1757—1758 был в войсках, оборонявших побережье Нормандии. 13 января 1759 стал губернатором Бушена.
10 февраля 1760 произведен в лагерные маршалы; с 1759 до конца войны действовал в Германии. Участвовал в битве при Миндене в 1759, в июле следующего года преследовал противника, отступавшего от Лангенштейна, и взял много пленных и часть обоза; в том же месяце сражался при Корбахе, командовал корпусом при атаке Обервеймара войсками принца Конде, затем стоял с дивизией в Геттингене, откуда направил отряды до Нордхейма и Эмбека.
25 июля 1762 произведен в лейтенант-генералы армий короля.
В 1765—1776 командовал войсками в Приморской Фландрии, в 1777—1789 был главнокомандующим во Фландрии, Эно и Камбрези.
1 января 1786 пожалован в рыцари ордена Святого Духа.
10 апреля 1789 выбран депутатом Генеральных Штатов от знати бальяжа Байёль (Па-де-Кале). Поддерживал первые реформы, сопровождал Людовика XVI при возвращении в Париж 16 июля 1789, был членом церковного комитета. 31 августа 1790 испросил отпуск, и больше не участвовал в работе Собрания.
Эмигрировал в 1791 году, вернулся в период Консульства в 1801. Свидетельство префекта полиции об авторизации получил 22 вандемьера IX года Республики. По возвращении никакой политической роли не играл.

## Семья
1-я жена (26.02.1745): Анн-Мари (Морис) де Монморанси-Люксембург (8.03.1729—4.07.1760), дочь маршала Франции герцога Шарля-Франсуа-Фредерика II де Монморанси-Люксембурга и Мари-Софи-Онорат-Эмили Кольбер де Сеньеле
Дети:
- N де Монморанси (2.03.1746—16.01.1749), граф д'Эстерр
- Анн-Софи-Фелисите де Монморанси (6.09.1749—17.08.1753)

2-я жена (3.03.1761): Александрин-Эмили де Ларошфуко-Эстиссак (31.12.1742—29.01.1814), дочь Луи-Армана де Ларошфуко, герцога д'Эстиссака
Анн-Луи-Александр де Монморанси был последним в линии Монморанси-Робек, и титулы этой семьи перешли к Анн-Луи-Кристиану де Монморанси-Танкарвиль из линии Монморанси-Фоссё.